# Аквакотта
Аквакотта (итал. Acquacotta, «приготовленная вода») — итальянский хлебный суп на основе горячего бульона, который изначально был крестьянской пищей. Суп возник в приморской провинции Маремма в южной части Тосканы. Блюдо было изобретено как средство для приготовления чёрствого хлеба. Два самых распространённых варианта аквакотты — аквакотта с грибами и аквакотта с пеперони.

## История
Рецепт аквакотты придумали угольщики, жившие в тосканском лесу, которые были очень бедны. Блюдо также готовилось и употреблялось фермерами и пастухами в районе Мареммы. Суп иногда подавали как антипасто, первое блюдо итальянской кухни. В наши дни суп остается популярным блюдом в Маремме и по всей Италии.
Аквакотта был придуман как средство сделать несвежий, затвердевший хлеб съедобным. Лесорубы, угольщики и пастухи работали вне дома значительное время, приносили с собой хлеб и другие продукты, чтобы всё же использовать их.
Существует легенда о бродяге, который придумал «суп из камня». Он прибыл в деревню очень голодным, но жители стали убеждать его, что у них совсем нечем его накормить, остались только камни. Тогда бродяга предложил им сделать суп из камня. Заинтригованные жители согласились и хитрец убедил жителей деревни добавить разные ингредиенты в его «каменный» суп.
Существуют вариации этой легенды, например, с вдовой и бедным путешественником, монахом или солдатом.

## Ингредиенты
Исторически основными ингредиентами аквакотты были вода, чёрствый хлеб, лук, помидоры и оливковое масло, а также различные овощи и оставшиеся продукты. В начале 1800-х годов в некоторых рецептах вместо помидоров использовался вержус, кислый сок, полученный из недозревшего винограда.

## В наше время
Современные рецепты аквакотты используют чёрствый, свежий или поджаренный хлеб, и такие ингредиенты, как овощной бульон, яйца, сыры (Parmigiano Reggiano и pecorino Toscano), сельдерей, чеснок, базилик, капусту, лимонный сок, соль, перец, картофель и другие. Некоторые версии могут использовать грибы, например, белые грибы, дикие травы и листовые овощи и зелень, такие как руккола, эндивий, мята, мангольд, цикорий, зелень одуванчика, кресс-салат, валериана и другие. На блюдо кладут яйцо пашот. Суп можно приготовить заранее, от нескольких часов до дня, и хранить в холодном месте или в холодильнике, а затем подогревать перед подачей на стол. Суп также можно сохранять путем замораживания.

## Вариации
- Acquacotta con funghi — в котором в качестве основного ингредиента используются белые грибы. Дополнительные ингредиенты включают хлеб, бульон или воду, консервированные томаты, пармезан, яйцо, дикую мяту, чеснок, петрушку, оливковое масло, соль и перец[9].
- Acquacotta con peperoni — это вариация супа аквакотта, который включает сельдерей, красный перец и чеснок[10].